# Макдугалл, Тед
Эдвард Джон Макдугалл (англ. Edward John MacDougall; 8 января 1947), более известный как Тед Макдугалл (англ. Ted MacDougall) — шотландский футболист, выступавший на позиции нападающего. Забил 256 мячей в 535 матчах Футбольной лиги Англии. Также провёл 7 матчей за национальную сборную Шотландии. В ноябре 1971 года, выступая за «Борнмут» в матче Кубка Англии против «Маргейта» забил 9 голов в одной игре.

## Клубная карьера
Макдугалл родился в Инвернессе (Шотландия), в подростковом возрасте с родителями переехал в английский город Уиднес (на тот момент — графство Ланкашир). Работал в местной газете и параллельно играл в футбол в местной любительской лиге. В 1964 году подписал любительский контракт с «Ливерпулем» и выступал за его молодёжный состав. В 1966 году подписал с «Ливерпулем» профессиональный контракт, однако в официальных матчах за основной состав команды Билла Шенкли так и не сыграл.
В 1967 году перешёл в клуб Четвёртого дивизиона «Йорк Сити» за 5000 фунтов стерлингов. Отметился забитым мячом уже в своём дебютном матче за клуб против «Уэркингтона». В своём дебютном сезоне 1967/68 забил 15 голов в лиге. В следующем сезоне забил уже 19 голов в лиге и ещё 6 — в кубковых матчах. Макдугалл зарекомендовал себя как хороший бомбардир, хотя его команда выступала неудачно, завершая сезоны в нижней части турнирной таблицы Четвёртого дивизиона.
Летом 1969 года перешёл в клуб Третьего дивизиона «Борнмут энд Боском Атлетик» за 10 тысяч фунтов стерлингов. В сезоне 1969/70 забил 21 гол в лиге, но этого оказалось недостаточно, чтобы «Борнмут» избежал выбывания в Четвёртый дивизион. В сезоне 1970/71 Макдугалл забил 42 гола в Четвёртом дивизионе и ещё 7 — в Кубке Англии, причём 6 из них он забил в одном матче (25 ноября 1970 года, переигровка первого раунда Кубка Англии против «Оксфорд Сити», в которой «Борнмут» разгромил соперника со счётом 8:1). В сезоне 1971/72 «Борнмут» вновь выступал в Третьем дивизионе (уже под сокращённым названием, без дополнения «энд Боском Атлетик»), заняв в турнире третье место, а Макдугалл забил 35 мячей в лиге и ещё 12 — в кубковых матчах. 20 ноября 1971 года он забил девять мячей в матче первого раунда Кубка Англии против «Маргейта» («Борнмут» одержал рекордную победу со счётом 11:0). Это до сих пор является рекордным количеством голов, забитым игроков в одном матче Кубка Англии, исключая квалификационные раунды турнира.
Сезон 1972/73 Макдугалл начал в составе «Борнмута», но в сентябре 1972 года руководство клуба приняло предложение «Манчестер Юнайтед» о трансфере своего бомбардира за 195 тысяч фунтов стерлингов. За три полных и один неполный сезон в составе «Борнмута» Макдугалл забил за команду более 120 голов.
27 сентября 1972 года Тед Макдугалл стал игроком «Манчестер Юнайтед». 7 октября он дебютировал за «Юнайтед» в матче Первого дивизиона против «Вест Бромвич Альбион». Неделю спустя в игре против «Бирмингем Сити» Тед забил свой первый гол за «Юнайтед». На тот момент клуб находился в стадии перестройки, пытаясь найти замену таким игрокам как Денис Лоу и Бобби Чарльтон. Пригласивший Макдугалла в команду Фрэнк О’Фаррелл был уволен в декабре 1972 года, его сменил Томми Дохерти. Макдугалл забил в первой игре под руководством Дохерти (23 декабря против «Лидс Юнайтед»), но больше не забивал, и уже в марте 1973 года был выставлен на продажу. Он провёл за «Юнайтед» 18 матчей и забил 5 мячей за пять месяцев с октября 1972 года по февраль 1973 года.
В начале марта 1973 года Макдугалл перешёл в лондонский клуб «Вест Хэм Юнайтед» за 170 тысяч фунтов. За новый клуб он дебютировал 10 марта 1973 года в матче против «Шеффилд Юнайтед». Свой первый гол за «молотобойцев» забил в следующем матче против «Манчестер Сити». Всего в 10 матчах сезона 1972/73 забил за «Вест Хэм Юнайтед» 4 мяча. В сезоне 1972/73 Макдугалл выступал за три разных клуба: «Борнмут», «Манчестер Юнайтед» и «Вест Хэм Юнайтед», и забивал за каждый из них. Следующий сезон оказался для игрока неудачным: в 14 матчах чемпионата он забил только 1 мяч. 6 октября 1973 года в матче против «Бернли» он был удалён за нападение на полузащитника «бордовых» Дага Коллинза. 3 ноября 1973 года забил единственный гол «молотобойцев» в матче против «Лидс Юнайтед», в котором они потерпели поражение со счётом 1:4. После матча в душевой Билли Бондс подверг игру Макдугалла критике, обвинив нападающего в пассивности, из-за чего два игрока подрались. Главный тренер «Вест Хэма» Рон Гринвуд видел инцидент, но вмешиваться в драку не стал. После этого Макдугалл провёл за команду ещё четыре матча, в которых не забивал, и в декабре 1973 года покинул команду.
В конце 1973 года перешёл в «Норвич Сити», главным тренером которого был Джон Бонд, ранее тренировавший Макдугалла в «Борнмуте». В сезоне 1973/74 забил 11 голов в 35 матчах чемпионата за свою новую команду, но это не спасло «канареек» от выбывания во Второй дивизион. В сезоне 1974/75 Макдугалл забил 16 голов во Втором дивизионе и помог «канарейкам» не только вернуться в Первый дивизион, но и дойти до финала Кубка Футбольной лиги (в котором «Норвич Сити» с минимальным счётом уступил бирмингемскому клубу «Астон Вилла»). В сезоне 1975/76 «Норвич Сити» сохранил за собой место в высшем дивизионе, а Макдугалл забил 23 гола (включая два хет-трика), став лучшим бомбардиром чемпионата Англии.
Сезон 1976/77 Тед начал в составе «Норвич Сити», но уже осенью 1976 года неожиданно перешёл в клуб Второго дивизиона «Саутгемптон», заплативший 50 тысяч фунтов за трансфер шотландца. В составе «святых» играл с такими известными нападающими как Мик Ченнон и Питер Осгуд. В сезоне 1976/77 Макдугалл забил 23 гола в лиге, но «святые» заняли только девятое место во Втором дивизионе. В том же сезоне «Саутгемптон» дошёл до четвертьфинала Кубка обладателей кубков УЕФА, выбыв из турнира после поражения от бельгийского «Андерлехта». По итогам сезона 1977/78 «святые» смогли вернуться в Первый дивизион, а Макдугалл забил 14 мячей в лиге. В начале сезона 1978/79 Тед забил 5 мячей в 10 матчах Первого дивизиона, но уже в ноябре 1978 покинул «Саутгемптон». 
В ноябре 1978 года Макдугалл вернулся в «Борнмут» в качестве свободного агента. В сезоне 1978/79 он забил 8 голов в  29 матчах Четвёртого дивизиона, а его команда заняла только 18-е место. В 1979 году шотландец играл на правах аренды за клуб «Детройт Экспресс» из Североамериканской футбольной лиги (19 матчей, 9 голов). Вернувшись в Англию, Макдугалл забил за «Борнмут» 8 голов в сезоне 1979/80.
В феврале 1980 года перешёл в «Блэкпул», за который провёл 15 официальных матчей, но голов не забил.
В дальнейшем играл за клубы нижних дивизионов Англии, включая «Солсбери», «Пул Таун», «Тоттон», «Госпорт Боро», «Андовер», а также за австралийские «Флорит Атина» и «Сент-Джордж-Будапешт».

## Карьера в сборной
В 1975 году Макдугалл получил вызов в национальную сборную Шотландии. 16 апреля 1975 года он дебютировал за сборную в матче против сборной Швеции, отметившись забитым мячом. 20 мая забил в матче против сборной Северной Ирландии, а 29 октября — в матче против сборной Дании. 17 декабря 1975 года провёл свой последний матч за сборную Шотландии против сборной Румынии. Всего провёл за сборную 7 матчей и забил 4 мяча.

## Тренерская карьера
В феврале 1980 года стал был играющим тренером в тренерском штабе Алана Болла в «Блэкпуле». В октябре того же года покинул клуб.
В июне 1998 года по приглашению Алана Болла стал тренером резервного состава «Портсмута», но 14 декабря 1999 года, после увольнения Болла из «Портсмута», написал заявление об уходе из клуба.
В 2000-е годы был директором молодёжной академии американского клуба «Атланта Силвербэкс».